# La casa nella prateria (film)
La casa nella prateria (Little House on the Prairie) è un film televisivo del 1974, diretto da Michael Landon.
Il film è l'episodio pilota dell'omonima serie televisiva La casa nella prateria, andata in onda tra il 1974 e il 1983 e tratta dalla serie letteraria autobiografica La piccola casa nella prateria di Laura Ingalls Wilder.

## Trama
La storia si apre con la partenza della famiglia Ingalls dalla casa nei Grandi Boschi, dove dicono addio ai nonni e ad altri parenti, per recarsi in Kansas; la motivazione che spinse Charles Ingalls ad abbandonare quella zona era legata soprattutto all'improvviso sovrappopolamento e all'eventuale difficoltà di trovare cibo per sfamare la famiglia, costituita dalla moglie Caroline, le figlie Mary, Laura, e Carrie, e il cane Jack. Poiché nei territori dell'Ovest lo stato regalava terre fertili ai pionieri, Charles porta la famiglia in Kansas, dove costruisce una piccola casa facendosi aiutare da un vicino appena conosciuto, Isaiah Edwards. Dopo aver vissuto varie vicissitudini, dall'attacco dei lupi alla conoscenza degli indiani, dal rigido inverno all'incendio del bosco vicino, una lettera informa tutti i coloni che, dopo una petizione presentata a Washington dalla tribù del Kansas, la linea di demarcazione è cambiata: la famiglia Ingalls si trova in territorio Indiano ed è costretta ad abbandonare casa, bestie e campi per ripartire verso il Minnesota.

## Distribuzione
Il film andò in onda in prima visione il 30 marzo 1974 su NBC, per poi essere replicato l'11 settembre dello stesso anno prima dell'inizio della trasmissione della serie.
In Italia, nonostante la popolarità della serie, il film rimase inedito per ben 29 anni, finché non venne trasmesso da Canale 5 il 4 luglio 2003. Dopodiché non è più stato replicato fino al 20 marzo 2022, quando viene incluso nelle repliche della serie dal canale Mediaset Twentyseven.